# Pecteilis cochinchinensis
Pecteilis cochinchinensis är en orkidéart som först beskrevs av François Gagnepain, och fick sitt nu gällande namn av Leonid Vladimirovitj Averjanov. Pecteilis cochinchinensis ingår i släktet Pecteilis och familjen orkidéer. Inga underarter finns listade i Catalogue of Life.